# Chrysanthemum japonense
Espèce
Classification phylogénétique
Synonymes
- Dendranthema japonense
- Dendranthema occidentali japonense

Chrysanthemum japonense ou chrysanthème du Japon est une espèce de plantes à fleurs appartenant au genre Chrysanthemum de la famille des Asteraceae, utilisée comme plante d'ornement.

## Distribution
Le chrysanthème du Japon est une espèce de Chrysanthemum originaire du Japon. Il colonise les montagnes et les prairies des îles de Kyūshū et Shikoku, la région de Chūgoku et la préfecture de Hyōgo sur l'île de Honshū.
C'est sur les côtes Pacifique et de la mer intérieure de Seto qu'il est le plus répandu.

## Description
Chrysanthemum japonense est une plante vivace qui, à taille adulte, forme un buisson d'environ 50 cm en hauteur. Ses feuilles sont de forme ovale dentelée d'une longueur de 2 à 4 cm et espacées de 3 à 5 cm le long de la tige.
Ses inflorescences, d'un diamètre de 3 à 5 cm, sont des capitules aux ligules blanches autour du centre jaune, lui-même composé de nombreuses petites fleurs sessiles ou fleurons.
C'est une plante de jours courts dont la germination débute au printemps et la floraison s'étale de fin octobre à fin novembre.

## Variétés
- Chrysanthemum japonense var. debile
- Chrysanthemum japonense var. ashizuriense

## Synonymes
- Dendranthema japonense (Nakai) Kitam.
- Dendranthema occidentali japonense (Nakai) Kitam.
- nom vernaculaire : nojigiku
- nom français : chrysanthème du Japon
- nom anglais : Gold/Silver Chrysanthemum